# Carmen medicinale
Il Carmen medicinalis è un poemetto didascalico di epoca alto medievale sulla farmacologia allora conosciuta.
Fu scritto da Benedetto Crispo, un chierico milanese vissuto agli inizi dell'VIII secolo, in esametri latini. Nel proemio l'autore si rivolge al discepolo Mauro, incitandolo all'amore per lo studio e spingendolo a fare la riprova dei precetti riportati prima di proseguire negli studi. 
Contiene 26 ricette in 214 versi ed è caratterizzato da un elevato livello linguistico, senza barbarismi, con cura formale nella metrica e nella prosodia. Vi si cita Plinio il Vecchio.
Questo testo è stato messo in contatto con i coevi Eraclio e il Manoscritto di Lucca, per confrontare lo stile letterario e il testo in relazione a una più chiara datazione di questi testi.